# Gentse stadsbus
Het Gentse stadsbusnet wordt geëxploiteerd door de Vlaamse Vervoermaatschappij De Lijn. Het huidige stadsbusnet bestaat uit 11 stadslijnen, die volgens een sterstructuur alle deelgemeenten in het stadsgebied aandoen. Het busstation Gent-Zuid, nabij het centrum, wordt als het centrale knooppunt voor alle bussen beschouwd. De meeste tram-, stadsbus- en streeklijnen stoppen hier ook.
Tot aan het begin van de jaren 60 kende Gent een uitgebreid tramnetwerk dat geleidelijk voor een deel aan werd afgeschaft en vervangen werd door bussen. Van 1989 tot en met 2009 kende Gent ook een trolleybuslijn. Vanaf 2009 rijden daar hybride en dieselbussen op.

## Geschiedenis

### Een tramnetwerk

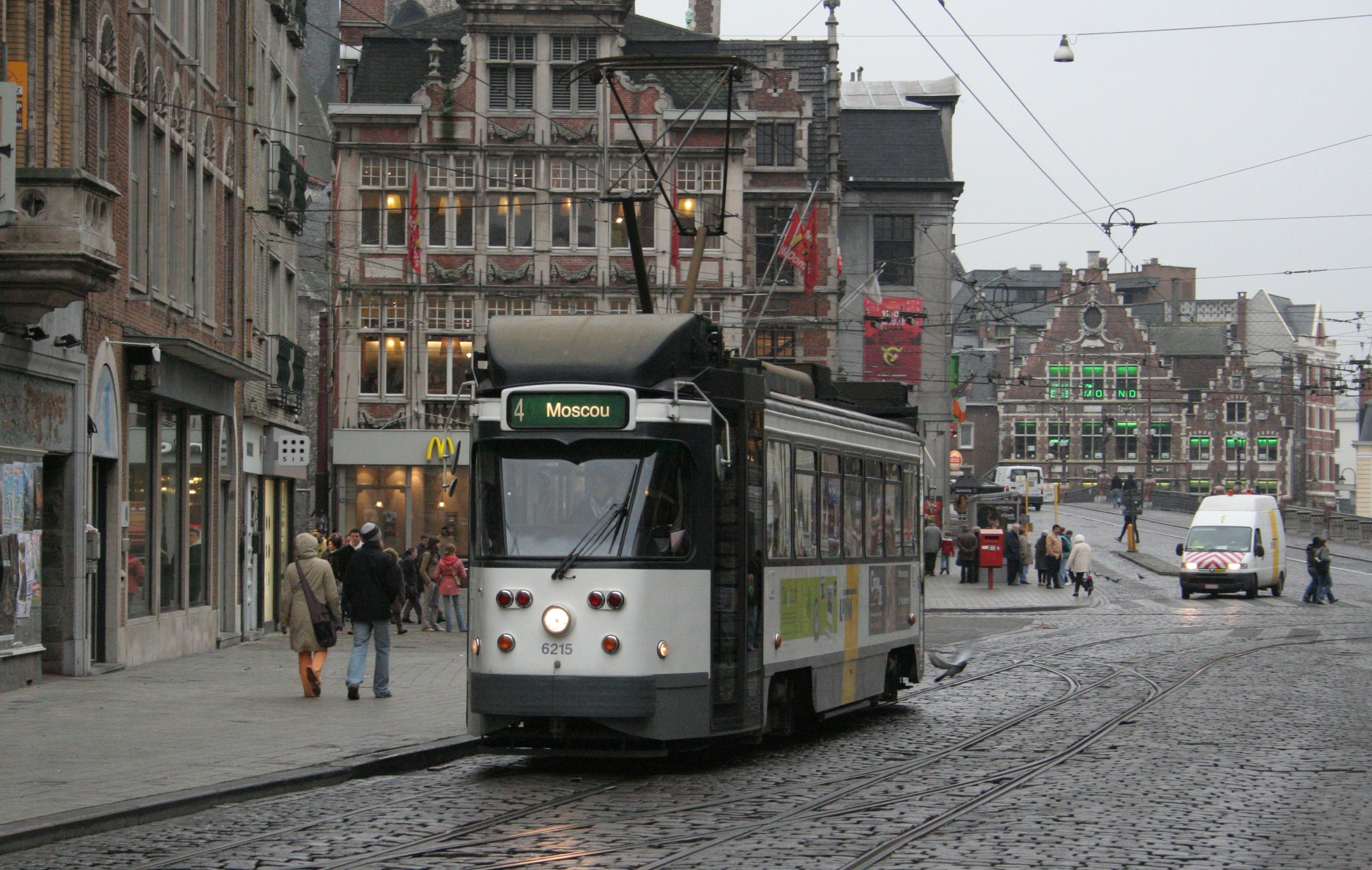
Gentse PCC tram op de Korenmarkt.

Vanaf 1874 verscheen in Gent de eerste paardentram. Deze tram reed toen tussen de Korenmarkt en Station Gent-Zuid. Deze lijn werd uitgebaat door de Les Tramways de ville de Gand. In dezelfde tijd werd ook het buurtspoornet aangelegd. In 1987 ging de exploitatie van het tramnetwerk over naar Société Anonyme des Railways Economiques de Liège-Seraing et Extensions en Compagnie Générale des Railways à voie étroite. Beide bedrijven richten in 1888 het bedrijf Elektrische Tramwegen van Gent die toen de paardentram ging vervangen door een accutram.
In 1904 werden de accutrams afgeschaft en gingen de trams voortaan onder rijdraad rijden. Tussen 1906 en 1932 werd het tramnetwerk uitgebreid en aangepast.
In de jaren 1950 werden de buurtspoorlijnen opgeheven.
In 1961 werd de ETG opgeheven en vervangen door MIVG die vanaf 1962 verschillende tramlijnen ging opheffen en vervangen door bussen. Echter, in tegenstelling tot veel andere Belgische steden werden niet alle tramlijnen opgeheven.
In de jaren '60 en '70 van de twintigste eeuw werden verschillende tramlijnen afgeschaft en vervangen door buslijnen. In 2009 werd de trolleylijn 3 afgeschaft en kwamen plannen naar boven drijven om van die buslijn weer een tramlijn te maken. Hiermee keert voor een groot deel de oude tramlijn 3 weer terug op de oude route.

### Het stadsbusnetwerk

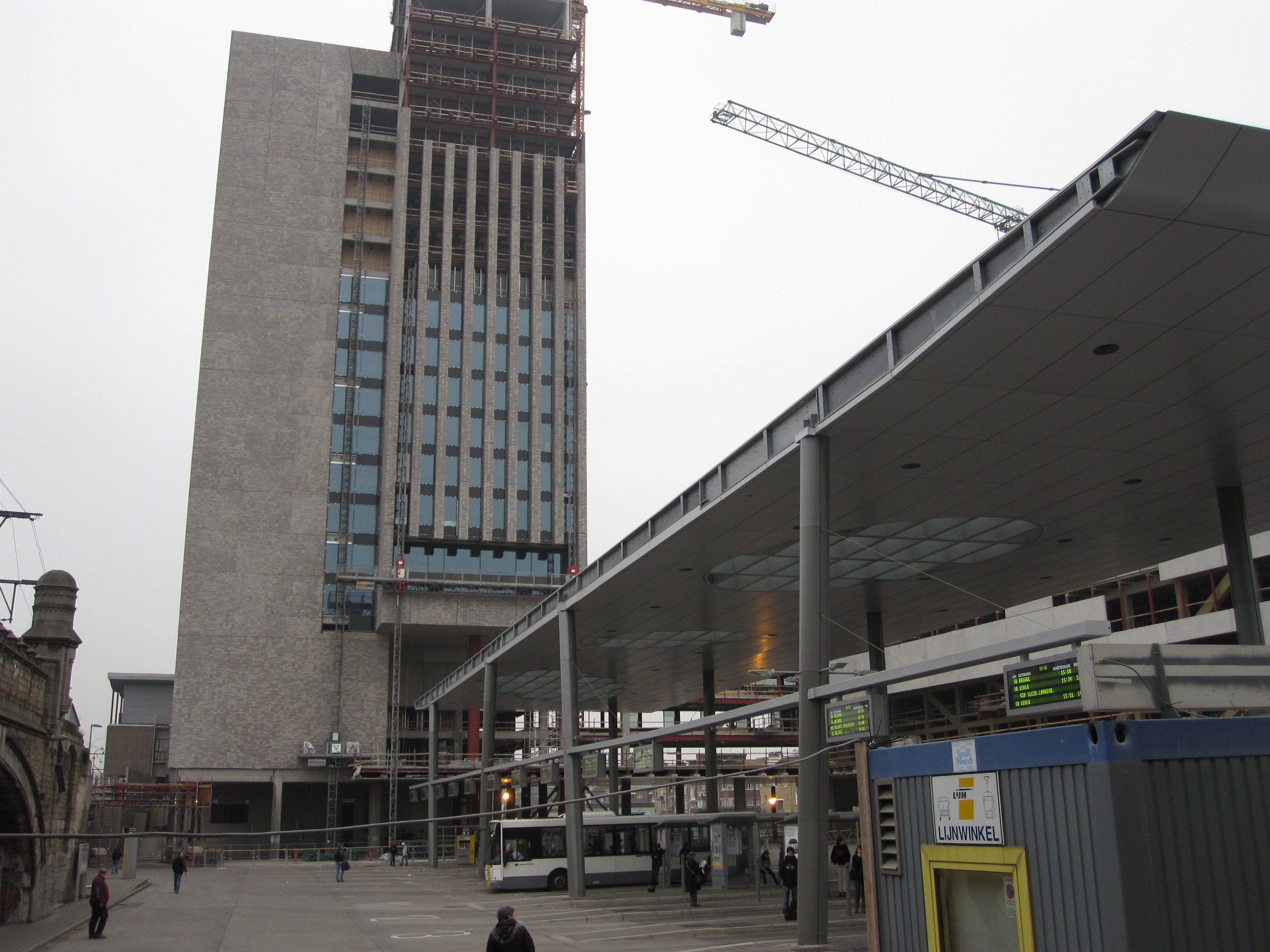
Busstation Sint-Pieters.

Al vanaf 1931 wou de ETG beginnen met een onderzoek naar het verrichten van een busdienst door de stad Gent, om enkele drukke tramlijnen te ontlasten. Het stadsbestuur verleende in 1932 toestemming om een proefdienst op te starten. De ETG vroeg hierbij een vergunning aan voor de uitbating van twee stadslijnen. De eerste lijn zou lopen vanaf station Sint-Pieters naar de Korenmarkt en Dampoort. De tweede lijn zou lopen vanaf station Sint-Pieters naar de Korenmarkt en de Brugse Poort.
In 1932 begon de eerste buslijn in Gent zijn dienst. Hoewel de ETG de vergunning had, liet het bedrijf de uitvoering ervan gebeuren door het bedrijf SATTRA, een bedrijf binnen de Empain-groep, waar ETG en RELSE ook onder vielen. De eerste bussen zijn van het merk Minerva en kregen de nummers 111-113 toegereikt. Deze lijn werd geëxploiteerd door SATTRA. In 1933 kwam de tweede lijn die enkel in het hoogseizoen werd gebruikt. Dit zette het begin tot een heel nieuw busnetwerk dat in de loop van de jaren 30 van de 20e eeuw werd opgebouwd.
Net voor de oorlog waren er de volgende bussen te vinden bij SATTRA;
- 111-113 : Minerva
- 102-105 : Dasse
- 116-118 : Brossel BCSA UGS
- 120-127 : Brossel BCSA 5AL
- 131-133 : Brossel BCS AG

De 125-127 werden nadien omgenummerd naar 205-207.
In mei 1940 werd al het busmaterieel gevorderd, waardoor de SATTRA en de ETG voor een lange periode zonder busmaterieel zaten. In 1944 kwam hier echter verandering in toen van de 17 in beslag genomen bussen twee bussen terugkeerden en de bedrijven bussen mochten uitzoeken die zich in de Allied Captured Vehicles bevonden. Hieruit kwamen drie bussen en er werden enkele bussen geleend van andere busbedrijven middels een contract. De bussen die terugkeerden waren een Brossel BCSA UGS (nummer 116), en een Brossel BCS AG (nummer 131). De 116 kreeg hierbij deugdelijkheidsnummer tot 31-2 en de 131 kreeg deugdelijkheidsnummer 31-4. Na de Tweede Wereldoorlog werd er geleidelijk aan een nieuwe vloot gebouwd bestaande uit nieuwe voertuigen of geleende voertuigen van andere bedrijven uit de Empain-groep.
Na de Tweede Wereldoorlog werden verschillende nieuwe bussen besteld, gehuurd of overgenomen van andere bedrijven. Na de Tweede Wereldoorlog bestond het wagenpark ook uit de volgende bussen:
| Serie                                  | Type                          | In dienst     | Uit dienst     | Opmerking |
| -------------------------------------- | ----------------------------- | ------------- | -------------- | --- |
| 31-2                                   | Brossel BCSA UGS              | 1944          | 1953           | Voormalig nummer 116                                                                                         |
| 31-3                                   | Büssing-NAG                   | November 1944 | September 1950 | Kwam uit de voorraad van de Allied Captured Vehicles                                                         |
| 31-4                                   | Brossel BC.SA6                | 1944          | 1953           | Voormalig nummer 131                                                                                         |
| 31-5                                   | Renault                       | November 1944 | ?              | Er is onduidelijkheid over de afkomst van deze bus. Mogelijk uit de voorraad van de Allied Captured Vehicles |
| 31-6                                   | Auto-Traction                 | November 1944 | 1949           | Kwam uit de voorraad van de Allied Captured Vehicles                                                         |
| 31-41, 31-50, 31-54, 31-55             | Brossel A65DS/60-Paul d'Heure | 1946-1947     | 1963-1965      | Opbouw gebeurde door Paul d'Heure Twee bussen werden voorzien van een passagierstrailer.                     |
| 31-74, 31-85                           | Brossel R62-Paul d'Heure      | 1946          | 1963           | Passagierstrailers voor de bussen in de serie 31-41, 31-50, 31-54 en 31-55.                                  |
| 31-42                                  | Ford-Jonckheere               | 1946          | 1948           | |
| 31-130, 31-132                         | Brossel AB.6.DS-Ragheno       | 1946          | 1965-1966      | Werden nadat ze uit dienst waren gebruikt als werkketen voor werkzaamheden aan het spoor.                    |
| 31-209, 31-223, 31-225, 31-238, 31-239 | Brossel A88 DLH-Jonckheere    | 1951          | 1957           | Werden na 1957 verkocht aan TEPCE                                                                            |
| 31-222                                 | Mack C41                      | 1954          | 1969           | Prototype Deed hiervoor in 1954 nog dienst in New York                                                       |
| 31-249, 31-256                         | Chausson                      | 1959          | 1962-1963      | |
| 31-260 - 31-269                        | Mack C37                      | 1957          | 1967-1969      | Nabestelling van de 31-222                                                                                   |
| 31-315 - 31-321                        | Brossel A92 DLHM-Jonckheere   | 1960          | 1973           | |

In 1960 voerde ETG nog steeds lijnen uit naar Deurle, Latem, Deinze en Nazareth, als "pachter" van de NMBS. In 1960 sloten beide bedrijven een overeenkomst waarbij de lijn naar Deurle volledig door ETG gereden werd en de lijnen naar Deinze en Nazareth gingen naar NMBS. Rond dezelfde tijd kwamen er plannen voor de verbussing van het tramnetwerk.
In 1961 hielde de ETG op met bestaan en de bus en tramdiensten werden overgenomen door MIVG. Naast de trams nam de MIVG twee reeksen bussen over (Macks en Brossel).
De MIVG ging in de jaren 60 van de 20e eeuw verschillende tramlijnen vervangen door buslijnen. Bijna alle tramlijnen werden hierbij vervangen. De eerste tramlijn die sneuvelde was in 1962 tramlijn 8 (Station Gent-Zuid - Sterre). Dit werd toen buslijn 8 die vanaf Sterre verlengd werd tot aan Don Bosco. De tweede tramlijn die sneuvelde was tramlijn 6 (Muidebrug - Meulestede). Dit werden buslijn 6 (Meulestede - Muide) en buslijn 61 (Meulesteen - Dampoort). Voor deze drie lijnen werden zes bussen van het type Mercedes-Benz O322 (serie 382-387) besteld.
In 1963 werd tramlijn 9 (Station - Gentbrugge) vervangen door buslijn 9, welke verlengd werd naar het Heldenplein. In 1964 werd tramlijn 7 langzaamaan vervangen door bussen, omdat de lijn niet verlengd kon worden. Dit traject werd vervangen door de buslijnen 70, 71, 72, 76, 77 en 78. De trams bleven nog wel enige tijd rijden. Tramlijn 5 werd het volgende slachtoffer in 1965. In dezelfde periode verschenen twee series nieuwe bussen van het type Brossel A90 (series 500-518 en 519-536), met opbouw van Jonckheere. In 1967 en 1968 werden opnieuw bussen gekocht van Brossel (type BL55S) met opbouw van Jonckheere.
In 1969 werden tramlijn 3 en tramlijn 20 vervangen door bussen. Tramlijn 3 ging verder onder de lijnen 30 en 31. Pas in 1989 kwam lijn 3 terug als buslijn toen er trolleybussen op het traject gingen rijden. Tegelijk werd een nieuwe buslijn gestart, dit werd buslijn 38 en werden verschillende buslijnen verlengd. Om de verbussing van de lijnen 3 en 20 op te kunnen vangen werden nieuwe bussen aangeschaft bij Van Hool. MIVG bestelde hierbij uit een combinatie van Van Hool en FIAT, wat de Van Hool 420 werd (serie 660-683).
Begin jaren 1970 werden de oudste bussen (series 315-321 en 382-387) nog vervangen door een eerste reeks Van Hool 409 (serie 01-34). Door gemeentefusies worden verschillende lijnen verlengd. Onder andere de lijnen 37 en 5 worden verlengd en krijgen de lijnnummers 17 en 50. In de tweede helft van de jaren 1970 worden onder andere de Brossel BL55S bussen (series 566-569 en 570-575) vervangen door Van Hool 409 bussen (series 35-57 en 58-76).
In de jaren 1980 werd er veel veranderd aan het busnetwerk. MIVG ging, in het kader van besparen en rationaliseren, haar busnetwerk herschikken. Sommige lijnen worden (voor een deel) samengevoegd of ingekort of komen geheel te vervallen. Daarnaast wordt tramlijn 1 verlengd. Het meest opvallende is wel dat in 1989 buslijn 3 werd vervangen door een trolleybuslijn. Hierdoor kregen verschillende lijnen een andere route of werden afgeschaft. In 1991 fuseerde het bedrijf MIVG samen met MIVA en het Vlaamse deel van NMVB tot De Lijn. Het bus- en tramnetwerk werd vanaf toen gedaan door De Lijn entiteit Oost-Vlaanderen.
In 2009 verdween de trolleybuslijn 3 en werden voortaan vooral hybride bussen ingezet. Echter komt het ook regelmatig voor dat er dieselbussen op de lijn rijden.

### Trolleybuslijn 3

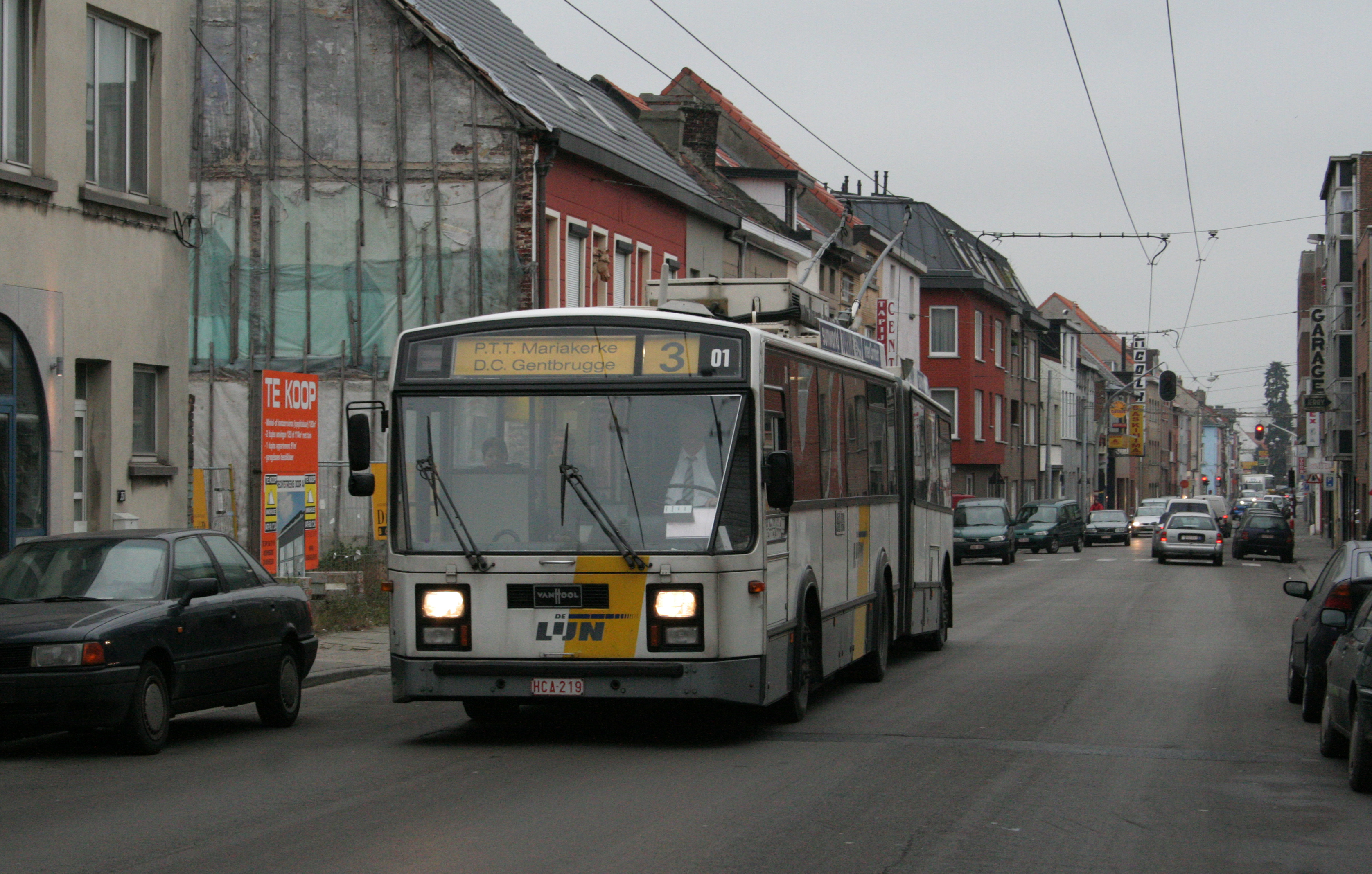
Trolleybus 01 op lijn 3 in Gent.

In de jaren 1960 waren er verschillende ideeën om een metro in de stad Gent aan te leggen. Hierbij reden de tramlijnen voortaan onder de grond. Tramlijn 3 was hiervoor onder andere als geschikte kandidaat bevonden. In 1976 werd dat plan afgeschaft, maar moest er een alternatief komen. Tramlijn 3 kon namelijk niet zomaar terugkomen. Hierop werd in de jaren daarna door MIVG een alternatief uitgewerkt, waarbij gekeken werd naar een duo-bus en naar een trolleybus. Het werd uiteindelijk het laatste en in 1982 werd het plan in werking gesteld. Er werden 20 bussen besteld bij Van Hool die samen ging werken met ACEC. De prototype bus werd op een chassis van een Van Hool AG280 gebouwd en reed uitgebreid testen in de Duitse stad Söllingen. In 1985 reed het prototype onder nummer 85 op proef in de stad Gent op het stuk netwerk dat al gereed was. In 1988 was het netwerk volledig opgeleverd en in 1989 kwamen de 20 bestelde bussen in dienst. Deze waren allemaal van het type Van Hool AG280T.
Door werkzaamheden verschenen nog wel regelmatig dieselbussen op de trolleybuslijn. Zo reden er tussen april 2004 en oktober 2005 geen trolleybussen, maar dieselbussen op de lijn. Geleidelijk aan kwamen er ook steeds minder trolleybussen op de lijn, maar wel meer dieselbussen. In 2009 viel het doek definitief voor de trolleybuslijn. Mede doordat er werkzaamheden gepland stonden op de Korenmarkt en door de toestand van de oude bussen. Er werd nog geopperd om nieuwe trolleybussen aan te schaffen, maar de stad Gent heeft plannen om op termijn de lijn te gaan vertrammen. De trolleybussen zijn sinds 2009 vervangen officieel vervangen door hybride bussen. 

## Wagenpark
Het Gentse stadsnet wordt voornamelijk door stelplaats Gentbrugge van De Lijn gereden. Alle bussen van deze stelplaats kunnen op het stadsnet ingezet worden. Lijnen 6 en 16 worden door stelplaats Destelbergen gereden. Tijdens vakantieperiodes wordt lijn 19 gereden door een onderaannemer (pachter).

### Huidig wagenpark
De volgende bussen doen anno 2017 dienst op de stadsnet van Gent.
| Serie           | Aantal | Fabrikant       | Type                | Opmerking |
| --------------- | ------ | --------------- | ------------------- | --- |
| 3408, 3410-3415 | 7      | Van Hool        | AG300               | Werden tot 2004 alleen bij speciale gelegenheden ingezet. Sinds september 2004 rijden de bussen continue in dienst.                                                                  |
| 3795-3812       | 18     | Van Hool        | A300                | |
| 4310-4317       | 8      | Van Hool        | AG300               | Waren oorspronkelijk gestald op stelplaats Destelbergen en reden daar op de streeklijnen. Sinds 2004 rijden ze op de stadsdienst.                                                    |
| 4603-4629       | 27     | Van Hool        | newAG300            | |
| 5039-5054       | 16     | Van Hool        | newAG300            | |
| 5358-5377       | 20     | Van Hool        | newAG300hyb         | Rijden voornamelijk op lijn 3, als vervanging van de trolleybussen. |
| 5597            | 1      | VDL Jonckheere  | Transit 2000 G hyb  | Oorspronkelijk 4909, dat na een ongeval werd omgebouwd tot hybride bus door Jonckheere en in september 2011 herboren werd als 5597. Onbekend of de bus dienstdoet op de stadsdienst. |
| 5763-5789       | 27     | VDL Bus & Coach | Citea SLF120        | |
| 5909-5938       | 30     | VDL Bus & Coach | Citea SLF120 Hybrid | |

De Van Hool newA330FC nummer 1199 zou ook in Gent komen te rijden. Het is nog onzeker of dit gaat gebeuren want de serie staat niet in de stelplaats.
De nachtlijnen van het stadsbusnet werden geëxploiteerd door buspachter Van Hoorebeke & Zoon onder contractnummer 2019. Echter zijn hiervoor geen speciale bussen in dienst en worden er bussen ingezet uit contract 2203. Tussen april 2009 en juli 2010 reed buspachter Ferry Cars onder contractnummer 2039 op lijn 8. Deze lijn werd echter in juli 2010 wegens bezuinigingen vervangen door de lijn 42 en 44. Op deze lijn reden twee gelede Mercedes-Benz Citaro bussen met busnummers 203952 en 203953. Sinds 2024 worden de nachtlijnen door De Lijn zelf gereden.

### Voormalig wagenpark
De volgende bussen deden anno 2017 dienst op de stadsnet van Gent.
| Serie            | Aantal | Fabrikant | Type   | Opmerking                                                 |
| ---------------- | ------ | --------- | ------ | --------------------------------------------------------- |
| 2782-2814        | 33     | Van Hool  | A300   | 2811 is tegenwoordig rijschoolbus 7724 voor Gent          |
| 2920             | 1      | Van Hool  | AG700  | Voormalig prototype                                       |
| 2973-2985        | 14     | Van Hool  | AG700  |                                                           |
| 3372-3406        | 35     | Van Hool  | A300   | 3372 is nu rijschoolbus, rest is afgevoerd                |
| 3407, 3409, 3416 | 3      | Van Hool  | AG300  | Werden in 2014 en 2015 overgeplaatst naar andere regio's. |
| 7401-7420        | 20     | Van Hool  | AG280T | Voormalig MIVG 01-20                                      |